# Das Geheimnis des Waldes
Das Geheimnis des Waldes ist ein österreich-ungarisches Stummfilmdrama aus dem Jahre 1917 von Joseph Delmont und Hans Otto Löwenstein mit Eugenie Bernay als Frau zwischen zwei Männern.

## Handlung
Der Gutsbesitzer Ellington, Vater eines Sohnes und einer Tochter, hat sich in Daisy verliebt, die Tochter seines Schlossverwalters. Als Ellington bemerkt, dass auch sein Sohn Herbert ein Auge auf Daisy geworfen hat, will er diesen fortschicken, um ihn als Konkurrenten loszuwerden. Ellingtons Wunsch entsprechend, soll Sohn Herbert fortan die landwirtschaftliche Hochschule besuchen. Der aber verweigert sich dem väterlichen Befehl und verabredet sich heimlich mit Daisy, indem er an beider Geheimversteck im Wald eine kleine Nachricht mit Bitte um ein Treffen anbringt. Dabei wird er von seinem Vater beobachtet, sodass auch dieser weiß, wann Herbert sich wo mit Daisy treffen will. Vorzeitig verabschiedet sich Ellington von seiner Jagdgesellschaft, um mit Daisy zu sprechen, ehe am verabredeten Treffpunkt Herbert auftauchen kann. Ellington mach Daisy bei dem Gespräch klar, dass sie von Herbert die Finger lassen solle, da dieser viel zu jung und zu unerfahren sei. Da Daisy dem Vorgesetzten ihres Vaters nicht widersprechen möchte, fügt sie sich dessen Wunsch schweren Herzens.
Kurz darauf erschallt ein Schuss durch den Wald: es wurde zur Parforcejagd geblasen, und Herbert wird ihr erstes Opfer. Als Daisy und Ellington dem Knall entgegenlaufen, finden sie den Jüngling erschossen vor. Der Verdacht richtet sich augenblicklich gegen den Vater, dem Nebenbuhler in Sachen Daisy. Auch die doppelt Umworbene will Ellingtons Schuld nicht ausschließen. Der Schlossherr wird vor Gericht gestellt, doch da es keine Beweise gegen ihn gibt, erfolgt ein Freispruch. Die ungerechtfertigte Anklage aber spiegelt sich in Ellingtons Gesundheitszustand wider, und er muss sich in seinem Zustand einer medizinischen Behandlung unterziehen. Nur Daisy, deren Verdacht Ellington seelisch tief getroffen hatte, kann jetzt noch helfen. Ellingtons Tochter Lilian bestärkt Daisy, mit der sie eng befreundet ist, darin, sich nunmehr Ellingtons anzunehmen. Später findet man den wahren Täter: Ellingtons Kutscher Fred Murphy, ein Trunkenbold, der sich durch den Mord an seinem Boss blutig rächen wollte, da dieser ihn oft wegen seines übermäßigen Alkoholkonsums gemaßregelt hatte, gesteht die Bluttat. Als dieser sein Kind verliert, versucht Fred im Wahn mit einer brennenden Fackel das Ellington-Anwesen nieder zu brennen.
Ellington eilt hinzu, um den Wüterich zu entwaffnen. Daisy erscheint gleichfalls, um die beiden Männer auseinanderzubringen. Fred kommt ihr entgegen und gibt in seinem Irrsinn ihr eine Mitschuld am Tod seines Kindes. Er ergreift Daisy und schleppt sie mit zu einem Nachen. Damit rudert er mit der ohnmächtig gewordenen Daisy an Bord auf einen naheliegenden See hinaus. Ellington, der das Treiben beobachten aber nicht verhindern konnte, stürmt nach und rudert Murphy entgegen. Es kommt zum Zweikampf, bei dem Ellington Murphy überwältigt. Währenddessen ist Daisy aus der Ohnmacht wieder erwacht und rudert ans Ufer zurück. Murphy wird von Ellingtons Dienerschaft festgesetzt und in seine Wohnung verbracht. Dort gesteht dieser schließlich alles. Ellington macht Daisy noch einmal klar, wie sehr ihn ihre Annahme, er hätte seinen eigenen Sohn Herbert umgebracht, verletzt habe. Sie schluchzt ihm ihre Bitte um Verzeihung entgegen, die Ellington ihr gewährt. Beide sind sich in der Zwischenzeit sehr nahegekommen, und Daisy ist jetzt bereit, Ellingtons Frau zu werden.

## Produktionsnotizen
Das Geheimnis des Waldes entstand mit Außenaufnahmen in Neuhaus in Böhmen und wurde im September 1917 uraufgeführt. Die Länge des Vierakters betrug 1145 Meter.

## Wissenswertes
Für den Vater von Fritz Eckhardt (Inspektor Marek in den Wiener Tatort-Folgen), Viktor Eckhardt (geboren am 18. November 1880 in Bekes, gestorben am 1. Juni 1942 in Maly Trostinec), der damals an der Neuen Wiener Bühne beschäftigt gewesen war, war dies einer seiner ganz seltenen Ausflüge vor die Filmkamera. Der Jude Eckhardt wurde am 27. Mai 1942 aus Wien nach Maly Trostinec deportiert und dort kurz nach seiner Ankunft ermordet.

## Kritik
In Wiens Neue Kino-Rundschau heißt es: „Wie man schon aus dem sehr gut gewählten Titel dieses Films sieht, birgt die Handlung ein kriminalistisches Rätsel, das spannend und aufregend durchgeführt ist und dessen Lösung, unterstützt durch prächtige Naturaufnahmen, umso wirksamer zur Geltung kommt.“